# Ivan Šuker
Pour les articles homonymes, voir Šuker.
Ivan Šuker, né le 12 novembre 1957 à Livno (république socialiste de Bosnie-Herzégovine) et mort le 5 septembre 2023 à Zagreb (Croatie), est un économiste et homme politique croate.

## Biographie
Il est  adjoint au maire de Velika Gorica de 1990 à 1991. 
Il est ministre des Finances de la Croatie du 23 décembre 2003 au 29 décembre 2010.
Il est marié à Andrea Šuker avec qui il a deux enfants, Marko et Katarina. Il est le cousin du footballeur croate Davor Šuker.
Entre 2002 et 2004, il est président de la fédération croate de basketball.